# Малий Даллер
Малий Даллер — острів в Кілійському гирлі річки Дунай, один з островів розташованих в Ізмаїльському районі, біля села Стара Некрасівка Одеської області.
Належить до островів первинної дельти річища Дунаю. 
Входить до складу регіонального ландшафтного парку „Ізмаїльські острови”.
Згідно з розподілом територій ландшафтного парку на функціональні зони, 18% території острову - це заповідна зона.

## Географія
Площа острова становить 258 га. Рельєф острова сформований русловими валами, має блюдцеподібну форму.

## Птахи
На острові розміщуються 29% всіх колоній птиць, що гніздяться на в плавнях островів регіонального ландшафтного парку „Ізмаїльські острови”. 
В центральних частинах островів зупиняються мігруючі та літючі водоплавні та навколоводні птахи.